# José Gonçalves (ciclista)
José Isidro Gonçalves Maciel (Barcelos, 13 de fevereiro de 1989) é um ciclista português, cuja última corrida foi disputada ao serviço da equipa W52-FC Porto.
A 12 de abril de 2023 foi suspenso pela UCI por 4 anos devido a doping.

## Palmarés
2009
2.º no Campeonato Nacional de Contra Relógio sub-23
2011
 Campeão Nacional de Contrarrelógio Sub-23
1.º na Etapa 2 Volta a Corunha
2.º na Volta a Portugal do Futuro
2012
 Campeão Nacional de Contrarrelógio
3.º no Troféu Joaquim Agostinho
2013
1.º na Polynormande
3.º na Volta à China I
2014
4.º na Volta a Ainão
2015
1.º na 5.ª Etapa Volta a Portugal
4.º na Boucles de la Mayenne
2016
1.º geral na Volta à Turquia
1.º na 7ª Etapa Volta a Portugal